# Eric Campbell
Eric Campbell (26. dubna 1880 Sale, Spojené království – 20. prosince 1917 Los Angeles) byl britský filmový herec. V letech 1916-1917 se objevil v jedenácti filmech Charlieho Chaplina. Tuto úspěšnou spolupráci ukončila na konci roku 1917 autonehoda, při které Eric Campbell ve věku 37 let zahynul.

## Život a kariéra
Herecké začátky Erica Campbella probíhaly na scénách lokálních divadel ve Walesu a ve Skotsku, a to převážně v melodramatických rolích. Jeho mohutná postava a mocný baryton zaujaly impresária Freda Karna, který ho přivedl do svého divadla v Londýně. Účinkování v komických skečích, které Karno ve svém divadle úspěšně provozoval, Campbella proslavilo.
V roce 1914 odjel do Spojených států a následoval tak další britské komiky Charlieho Chaplina a Stana Laurela. V roce 1916 přijel Chaplin do New Yorku podepsat smlouvu se společností Mutual films a viděl Campella hrát na Broadwayi. Pozval ho do Hollywoodu, aby doplnil herecký soubor pro dvanáct chystaných krátkometrážních komedií. Se svými fyzickými parametry (196 cm a 120 kg) byl předurčen k záporným rolím násilníků. S Chaplinem, jenž měřil pouze 162 cm, tvořili výrazný vizuální kontrast. Tento komický koncept „trpaslíka s obrem“ později úspěšně převzali Laurel a Hardy.
Zahynul při automobilové nehodě, když se 20. prosince 1917 vracel ve čtyři hodiny ráno z večírku.

## Filmografie
- Chaplin obchodním příručím (1916)
- Chaplin hasičem (1916)
- Chaplin šumařem (1916)
- Chaplin falešným hrabětem (1916)
- Chaplin odhadcem v zastavárně (1916)
- Chaplin ve filmovém ateliéru (1916)
- Chaplin na kolečkových bruslích (1916)
- Chaplin strážcem veřejného pořádku (1917)
- Chaplin v lázních (1917)
- Chaplin vystěhovalcem (1917)
- Chaplin uprchlým trestancem (1917)